# Kamienica Pod Konikiem w Krakowie
Kamienica „Pod Konikiem” (znana także jako kamienica Markowiczowska) – zabytkowa kamienica znajdująca się w Krakowie, w dzielnicy I przy Rynku Głównym 39, na Starym Mieście.
Zabytkowy budynek frontowy o typowej krakowskiej ekspozycji wnętrz, poprzedzony przedprożem, ukształtowany w XIV w. W XVI w. dokonano jego modernizacji (zachowane gotycko–renesansowe okna dużej izby tylnej). Na początku XVII w. przeprowadzono nadbudowę i generalną przebudowę z unikatowym rozwiązaniem w postaci zewnętrznej klatki schodowej. 
Zabudowa ma charakter dziewiętnastowiecznej kamienicy czynszowej z zachowanym wystrojem, z nielicznymi elementami starszych dekoracji. W fasadzie znajduje się płyta z rytowaną sylwetą konia, stąd nazwa tej kamienicy. W 1861 przez kilka miesięcy w kamienicy tej znajdowała się pracownia malarska Jana Matejki.
22 lutego 1968 kamienica została wpisana do rejestru zabytków. Znajduje się także w gminnej ewidencji zabytków.

## Historia
- W drugiej połowie XVI w. i pierwszej połowie XVII w. w posiadaniu rodzin mieszczańskich o rodowodzie niemieckim, m.in. Schillingów i Schoenbecków.
- W drugiej połowie XVII w. i pierwszej połowie XVIII w. stanowiła własność kupca korzennego J. Markiewicza.
- W XVII w. zbudowano drugie piętro oficyny tylnej i wzniesiono oficynę boczną (w piwnicach cembrowana studnia).
- W drugiej połowie XVIII w. własność S. Stachowicza, który w latach 1754–58 prowadził tu drukarnię.
- W 1854 r. dokonano jej nadbudowy i przebudowy neoklasycystycznej (zachowana fasada) dla kupca J. Fischera według projektu B. Trennera i prawdopodobnie P. Barańskiego.
- Do czasu połączenia w 1883 r. z kamienicą Januszewiczowską na parterze znajdował się sklep materiałów korzennych i skład papierniczy Fischera.
- W czwartej ćwierci XIX w. scalono budynek frontowy i oficyny w trzyskrzydłowy gmach (zachowane drewniane ganki).
- W latach 30. XX w. działał w niej kabaret Bury Melonik A. Polewski i B. Hoffmana.

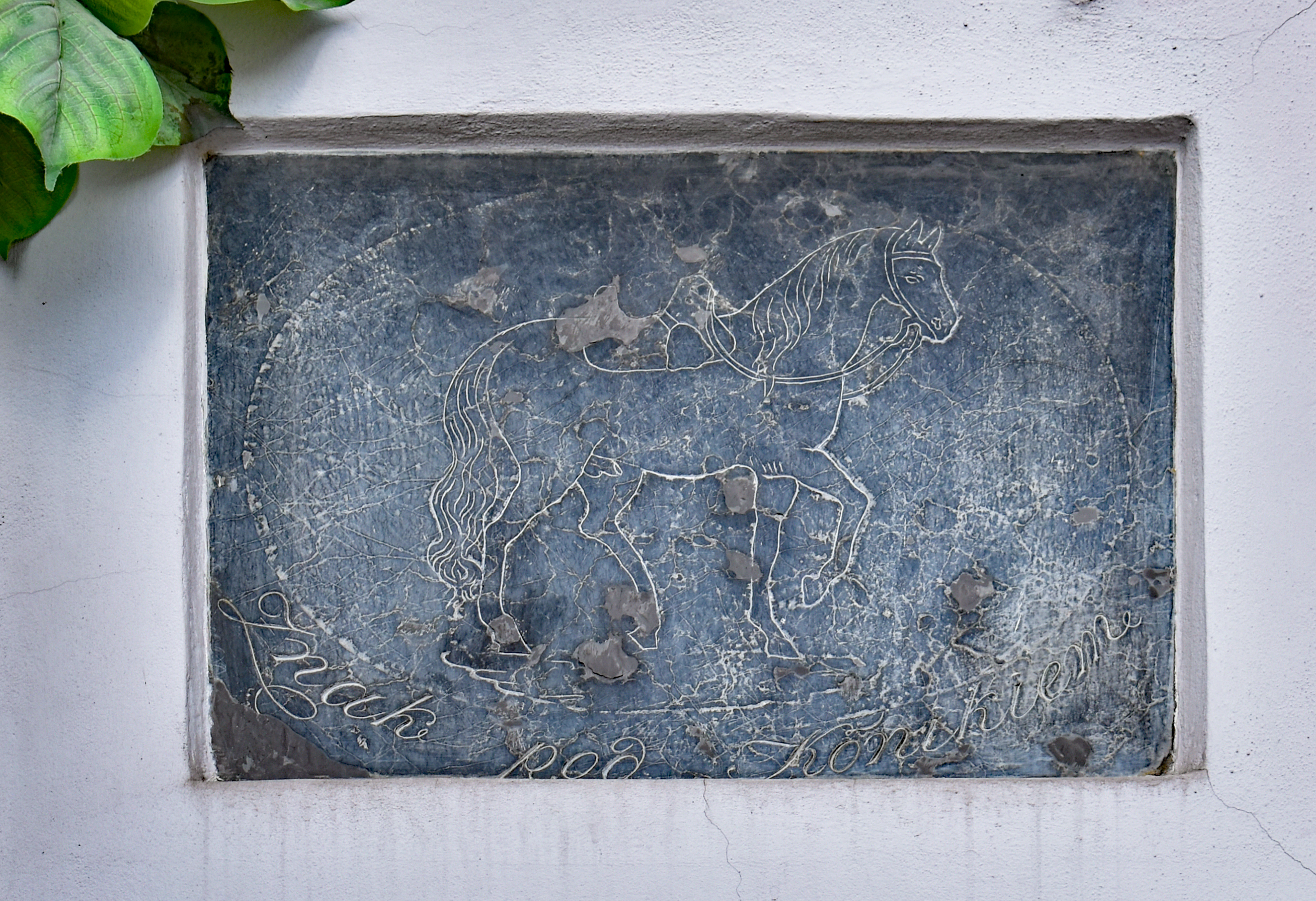
Godło kamienicy